# Paracuellos de la Ribera (kommunhuvudort)
Paracuellos de la Ribera är en kommunhuvudort i Spanien.   Den ligger i provinsen Provincia de Zaragoza och regionen Aragonien, i den nordöstra delen av landet, 210 km nordost om huvudstaden Madrid. Paracuellos de la Ribera ligger 499 meter över havet och antalet invånare är 223.
Terrängen runt Paracuellos de la Ribera är huvudsakligen kuperad. Paracuellos de la Ribera ligger nere i en dal som går i sydostlig-nordvästlig riktning. Runt Paracuellos de la Ribera är det ganska tätbefolkat, med 78 invånare per kvadratkilometer. Närmaste större samhälle är Calatayud, 10,2 km sydväst om Paracuellos de la Ribera. Omgivningarna runt Paracuellos de la Ribera är i huvudsak ett öppet busklandskap.